# YOUたち!
『YOUたち!』（ユーたち）は、2006年10月8日から2007年9月30日まで日本テレビ系で放送されたトークバラエティ番組。KAT-TUNの中丸雄一と田中聖、オセロの中島知子がMCを務める。

## 概要
KAT-TUNの中丸と田中にとって、グループ単位以外ではメイン初めてレギュラー司会を務めたバラエティ番組である。当初はマンスリー女性MC（マンスリー女性MC項を参照のこと）枠を設け、2006年10月に出演した中島知子を始め、女性タレントが月替わりでMCを務めていたが、2007年2月以降、中島がレギュラーになった。その他の出演者については出演者節を参照のこと。
番組の内容は、とある合宿所を舞台とし、「人生のコーチ」であるゲストを招き、まだ若いレギュラー陣が人生や恋愛などを教わっていくというもの。各コーナー名は、ジャニーズ事務所の社長である、ジャニー喜多川の口癖「YOUたち! 〜しちゃいなよ」に由来する。
放送開始に先駆け、2006年9月30日と10月1日に代々木第一体育館で「you達の音楽大運動会」というタイトルで“新番組前夜祭ライブ”を行い（全3公演）、番組にレギュラー出演するKittyと中島裕翔の他、Ya-Ya-yah、A.B.C.、京本大我などレッスン生を含め11歳から21歳まで総勢100人のジャニーズJr.が出演。番組の司会を担当する中丸も駆け付けた。

## 出演者

### レギュラー
- 中丸雄一（KAT-TUN）[1]
- 田中聖（KAT-TUN）[1]
- 中島知子（オセロ）[1]
- 次長課長[1]
- Kitty[1]
  - 北山宏光、伊野尾慧、戸塚祥太、八乙女光
- 中島裕翔[1]
- ジャニーズJr.[1]
  - 森本慎太郎、京本大我[5] ほか
- ハリセンボン[1]（プリティメイド）
- 安田大サーカス（プリティホスト） - 不定期出演

### マンスリー女性MC
- 2006年10月：中島知子（オセロ）
- 2006年11月：MEGUMI
- 2006年12月：鈴木紗理奈
- 2007年01月：島崎和歌子
- 2007年02月以降：中島知子（オセロ）

## コーナー

### YOUたち! ランチにこだわっちゃいなよ
ゲストの食に対するこだわりについて3択クイズを出題。数問出題して、全問正解したレギュラーのみ、ゲストと一緒にランチを食べることができる。

### YOUたち! 出前とっちゃいなよ
まず、実際の名店から選び出された数品の料理の写真が載っているメニューを見て、ゲストが食べたい料理を選び、河本飯店（架空の料理店）へ電話して、出前の注文をする。料理の名前が2ヶ所空欄になっているので、河本飯店の主人（たまに主人の妹等、別のキャラクターの場合も）という設定の次長課長の河本と電話でやりとりをして聞き出したヒントから、空欄部分に正しく当てはまる言葉を当てる。正解なら河本が運んできて、その料理を食べられる。
河本は電話をされる度に、最初に「早い、安い、○○い（形容詞）」という文句を入れたり、河本からも、電話をしてきた出演者に物まね等の注文をつける事がお約束。

### YOUたち! 仰天人間に会っちゃいなよ!
変わった特技を持つ人が、自慢の技を披露する。更にルーレットで当たった出演者も、それがどんなにハードな技でも、その技に挑戦しないといけない。なぜか、田中聖と中丸雄一のルーレット枠が広いため、仰天技に挑戦せざるを得ないことが多い。かつて同じ日本テレビの日曜昼に放送した『TVジョッキー』『スーパージョッキー』のオマージュ。ルーレットもかつて「熱湯コマーシャル」で使われていたものとほぼ同型。
田中聖は第一回目（2006年10月8日）に熱湯風呂に入ったが、わずか1秒で終わってしまった。

### YOUたち! 赤っ恥カルタとっちゃいなよ!
ゲストやレギュラー陣に関するエピソードカルタが用意されており、自分の札を取らなければ恥ずかしいエピソードが暴露されてしまう。

### YOUたち! エピソードパズルやっちゃいなよ!
ゲストの交友関係（4人の芸能人）と4つのエピソードをパズルにして出題。正しく組み合わせることができなければ、全員にビリビリ電流マッサージが流れる。

### YOUたち! 前説しちゃいなよ!
前説NO.1芸人を目指し、M-1と題してグランプリを開催。毎回3～5組の若手芸人が前説を披露し、最も客席を盛り上げた芸人が優勝となる。

### YOUたち! やわらか頭になっちゃいなよ!
ジャニーズJr.達が頭を使うクイズを出題。問題に答えられず最もカチカチ頭だった人は、恐怖のグルグルマシーンに乗らなければならない。
| 放送日        | グルグルの餌食 |
| ------------- | -------------- |
| 2007年6月17日 | 田中聖         |
| 2007年7月1日  | ワッキー       |
| 2007年7月22日 | 井上聡         |
| 2007年8月12日 | 山本モナ       |
| 2007年8月26日 | 田中聖         |

デモンストレーションとしてコーナー開始前にハリセンボン箕輪がグルグルマシーンに乗る。

### トークコーナー
ゲストのJr.時代の写真などを公開。トークと合わせて「YOUバックゲーム」を行ったり、ジャニーズJr.及びKittyの面々へゲストに関する常識クイズを出題したりする。
YOUバックゲーム
ゲストと出演者数名で実施。リズムに合わせて、「YOU」と言ったら右回りに1人ずつ、「バック」と言ったら左回りに1人ずつ、「ジャンプ」と言ったら右隣の人を1人飛ばして、順番に指して回して行く。詰まったり間違えたりしたら罰ゲーム、芝ドリンク（健康にはいいらしいが、とても不味い）を飲まされる。

## スタッフ
- ナレーション：我修院達也[1]
- 構成：桜井慎一、渡辺真也、石塚祐介、小山賢太郎、池谷フューチャ、丸山浩司
- AP：伊藤実枝子、北口拓也
- AD：出井由紀　江原里美　白石宗広
- ディレクター：新沢学、谷中憲、塚田秋春、森伸太郎、桜井亮、中野貴文、村井創太郎、井上芳朗
- 演出：黒川高
- プロデューサー：下田明宏、上原敏明
- プロデューサー・演出：福士睦
- チーフプロデューサー：安岡喜郎
- 協力：ジャニーズ事務所
- 制作協力：G-yama

### 過去のスタッフ
- チーフプロデューサー：吉川圭三

## ネット局と放送時間
- 日本テレビほか 毎週日曜日午前11時45分 - 午後0時35分
- 同時ネット局は「いただきマッスル!」とセットでネットされている局も多い

| 放送局         | 放送日時                   | 備考                                                                                       |
| -------------- | -------------------------- | ------------------------------------------------------------------------------------------ |
| 日本テレビ     | 毎週日曜 11:45 - 12:35     | 製作局                                                                                     |
| 札幌テレビ     | 同時ネット                 | YOSAKOIソーラン特番の時は土曜日夕方4時に放送                                               |
| テレビ岩手     | 同時ネット                 |                                                                                            |
| 山形放送       | 毎週木曜 深夜24:31 - 25:21 | 4日遅れ                                                                                    |
| 福島中央テレビ | 同時ネット                 |                                                                                            |
| 山梨放送       | 同時ネット                 | マラソンなどのスポーツ番組などがあるときは、時差ネットもしくは番組が中止になることがある。 |
| テレビ新潟     | 同時ネット                 |                                                                                            |
| 静岡第一テレビ | 毎週水曜 深夜24:36 - 25:26 | 10日遅れ                                                                                   |
| 中京テレビ     | 同時ネット                 |                                                                                            |
| 福岡放送       | 同時ネット                 |                                                                                            |
| 長崎国際テレビ | 同時ネット                 |                                                                                            |

### 過去に放送されていたテレビ局
- 広島テレビ放送（HTV） - 2007年3月30日をもって打ち切り。

HTVでは、2007年4月より視聴者のリクエストが多かった『行列のできる法律相談所』の再放送と『ペット大集合!ポチたま』（テレビ東京）の遅れネット枠とした結果、視聴率が上昇したため、その後も『行列』再放送と『ポチたま』などのテレビ東京系遅れネットに差し替えられ（前者は出演者が選挙に出馬した際は、投開票日まで司会者が同じ『謎を解け!まさかのミステリー』を再放送）、さらに2019年現在、前半は読売テレビからの同時ネット枠、後半は再放送枠へと転換している。HTVの公式ホームページに視聴者からの当番組の放送再開を求める声が掲載された事もあったが、結局最終回まで実現する事はなかった。なお、2019年現在本枠で放送している『スクール革命!』は月曜深夜（火曜未明）に遅れネットしていたが、2020年4月6日に打ち切られた。